# Selle sans arçon

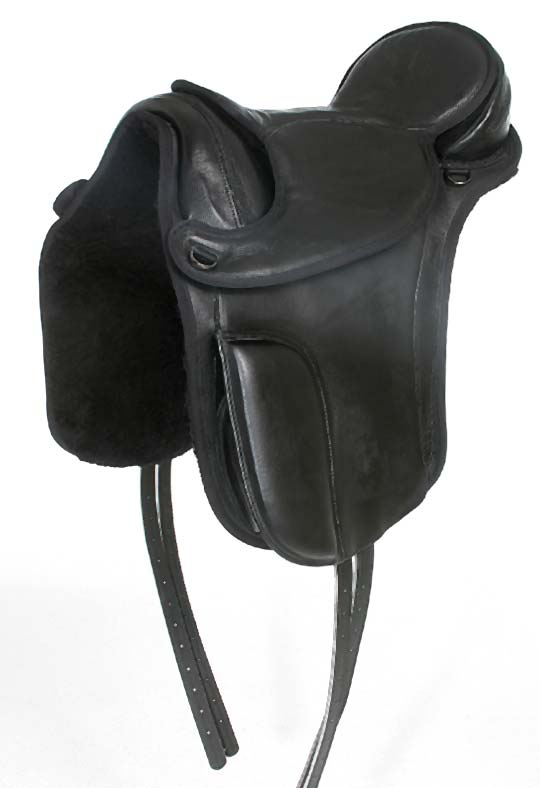
Une selle sans arçon classique sur le modèle de la selle anglaise, en cuir.

Une selle sans arçon est une selle pour les chevaux dépourvue de la partie rigide centrale nommée arçon. L'arrivée de nombreux modèles sur le marché est liée à l'engouement pour l'équitation éthologique. Elle a l'avantage de pouvoir s'adapter à de nombreuses morphologies de dos de chevaux, et donc de se révéler plus économique à l'achat et à l'utilisation qu'une selle classique avec arçon. En contrepartie, elle est toujours moins confortable pour le cheval qu'une selle classique.

## Dénomination
En anglais, ces selles sont nommées treeless saddle (d'où la traduction française « selle sans arçon », tree désignant l'arçon), mais on trouve aussi souvent le nom de Barefoot saddles (« selles pieds nus »), y compris en français. « Barefoot » est en fait une dénomination inexacte, puisqu'il s'agit avant tout du nom d'une marque commercialisant ce type de selle. Parmi ces marques, on trouve aussi Torsion, Fitform et Bob Marshall.

## Description

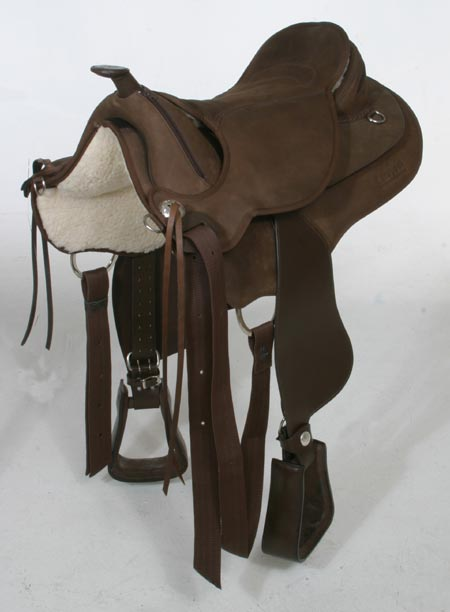
Selle sans arçon de modèle western, avec une corne.

Une selle sans arçon est dépourvue de structure centrale interne rigide ou semi-rigide, ce qui ne lui permet de remplir que partiellement les fonctions de protection associées à l'arçon. Elle est souple, et peut disposer de panneaux latéraux adaptables. Les modèles disponibles sont désormais très variés. Ils possèdent ou non une corne, comme sur une selle western classique. Ces derniers modèles sont de développement récent, et s'approchent énormément du design d'une selle western avec arçon. Contrairement aux allégations de certains fabricants, le pommeau fixe ne s'adapte pas à la morphologie de tous les chevaux, et peut creuser les épaules de certains chevaux au dos très étroit ou très large.

## Histoire

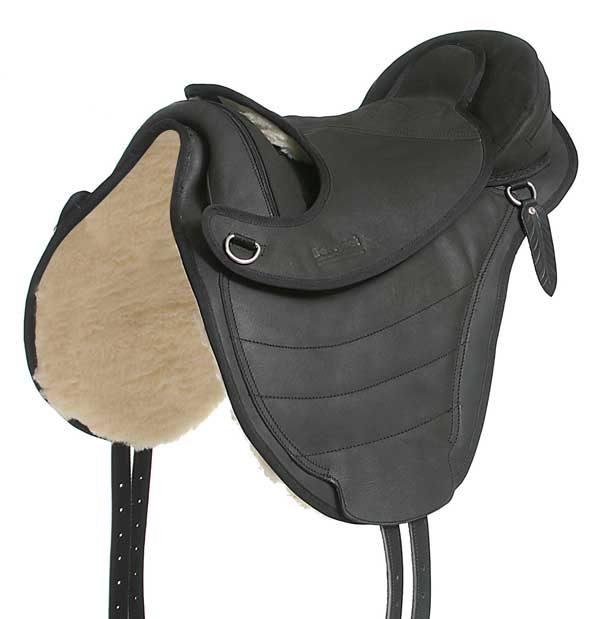
Selle sans arçon de marque Barefoot, modèle « Cheyenne ».

Le principe de la selle sans arçon est connu depuis longtemps, mais il n'y avait alors que très peu de modèles différents. L'arrivée de nombreux modèles disponibles et donc un phénomène récent, qui a rendu la selle sans arçon « accessible à tous ». L'engouement pour la selle sans arçon découle ainsi directement de celui pour l'équitation éthologique, l'idée générale étant de remplacer voire supprimer du matériel pour des raisons de bien-être du cheval, mais aussi de coût. Cette motivation est primordiale dans le cas des selles sans arçon, puisqu'une même selle peut être portée par de nombreux chevaux différents, même s'ils ont des morphologies de dos très éloignées.

## Confort pour le cheval
Une selle sans arçon se révèle toujours moins protectrice qu'une selle avec arçon. D'après Vinciane Wittamer, saddle fitter, la selle avec arçon est meilleure qu'une sans arçon, toutes pratiques équestres et toutes morphologies de dos confondues. Une étude scientifique réalisée sur des chevaux islandais confirme cette conclusion, les selles sans arçon étant celles qui répartissent le moins bien le poids du cavalier sur le dos du cheval, et donc qui provoquent les points de pression les plus importants. Il y a néanmoins un manque d'études scientifiques sur le sujet, notamment pour comparer l'effet d'une selle sans arçon à celui d'une selle avec arçon mal adaptée au dos du cheval qui la porte.
Sans arçon, la pression du poids passe sur la colonne vertébrale et le garrot, et se trouve donc concentrée sur une surface à la fois réduite et très fragile.

## Utilisations
La selle sans arçon peut convenir pour faire des « balades » courtes, mais elle est fortement déconseillée dans le cadre de pratiques sportives telles que le dressage, le saut d'obstacles et le reining,. Pour réaliser des randonnées au long cours, une selle répartissant bien le poids du cavalier est préférable pour garantir le confort du cheval.

#### Étude scientifique
- (en) Lea C. Ramseier, Nina M. Waldern, Thomas Wiestner et Katja Geser-von Peinen, « Saddle pressure distributions of three saddles used for Icelandic horses and their effects on ground reaction forces, limb movements and rider positions at walk and tölt », Veterinary Journal (London, England: 1997), vol. 198 Suppl 1,‎ décembre 2013, p. 81-87 (ISSN 1532-2971, PMID 24239262, DOI 10.1016/j.tvjl.2013.09.038, lire en ligne, consulté le 9 octobre 2015)